# Белич, Данило
Да́нило Бе́лич (серб. Данило Белић; 10 ноября 1980, Вршац, СФРЮ) — бывший сербский футболист, игравший на позиции нападающего.

## Карьера
Белич выступал в команде низшего дивизиона «Хайдук» из Кулы. В 2005 году был куплен «Банатом» — командой Суперлиги Сербии. В «Банате» отыграл 1 сезон. Позже перешёл в команду «Униан ди Мадейра», она выступала в Лиге де Онра. Затем был куплен «Шопроном». Потом была команда из Румынии.
После чемпионата Румынии перешёл в казахстанский «Жетысу», который выступал в Премьер-лиге. В сезоне 2010 пара нападающих Белич—Перич стала одной из самых опасных в сезоне. Также Белич стал автором единственного «покера» (4 мяча в одном матче) в чемпионате 2010 года. Это произошло 1 ноября 2010 года в матче 31 тура против «Акжайыка» (4:2).
В январе 2011 года стал игроком астанинского «Локомотива». Из-за травмы не сумев проявить себя и закрепится в составе столичной команды, в июне 2011 года на правах аренды до конца сезона перешёл в «Тараз». В июне 2012 года до конца сезона был передан в аренду «Жетысу».
В марте 2014 года Белич перешёл в уральский «Акжайык».